# Guaqui
Guaqui è un comune (municipio in spagnolo) della Bolivia nella provincia di Ingavi (dipartimento di La Paz) con 9.507 abitanti (dato 2010).

## Cantoni
Il comune è formato dall'unico cantone omonimo.